# Millennium: Zamek z piasku, który runął
Zamek z piasku, który runął (oryg. Luftslottet som sprängdes) – thriller kryminalny z 2009 roku, w reżyserii Daniela Alfredsona na podstawie serii Millennium Stiega Larssona.

## Obsada
- Mikael Nyqvist jako Mikael Blomkvist
- Noomi Rapace jako Lisbeth Salander
- Lena Endre jako Erika Berger
- Annika Hallin jako Annika Giannini
- Sofia Ledarp jako Malin Erikson
- Jacob Ericksson jako Christer Malm
- Niklas Hjulström jako prokurator Ekström
- Anders Ahlbom jako dr Peter Teleborian
- Hans Alfredson jako Evert Gullberg
- Lennart Hjulström jako Fredrik Clinton
- Per Oscarsson jako Holger Palmgren
- Michalis Koutsogiannakis jako Dragan Armanski
- Mirja Turestedt jako Monica Figuerola
- Johan Kylén jako policjant Jan Bublanski
- Alexandra Hummingson jako ofiara morderstw